# Can Ferrer (Amer)
Can Ferrer és una casa d'Amer (Selva) inclosa a l'Inventari del Patrimoni Arquitectònic de Catalunya.

## Descripció
Edifici entre mitgeres de tres plantes i coberta de doble vessant a façana. Consta de dues crugies, està arrebossat i pintat de color blanc, a excepció la fusta de les obertures, que són pintades de color blau.
La planta baixa presenta un sòcol d'arrebossat gruixut i dos portals emmarcats de pedra sorrenca i amb forma d'arc rebaixat i llinda de tres blocs.
El primer pis té una finestra balconera amb barana de fusta no emergent en la façana i un balcó de base monolítica i amb barana de ferro de decoració senzilla.
El segon pis conté una finestra d'obra de ciment i rajola i un badiu de dos obertures en forma d'arc de mig punt amb barana no emergent de fusta. Les impostes estan marcades amb peces de rajola motllurades.
El ràfec està format per dues fileres, una de rajola plana i l'altra de teula.

## Història
Edifici originari de finals del segle xix o principis del segle xx, sobre edificacions anteriors. El seu estat actual és regular, ja que la façana i les obertures estan en mal estat.
A la zona del Firal, poc edificat fins a mitjan segle xx, era on antigament se situava la fira del bestiar en determinades èpoques de l'any.
Aquesta casa és molt similar, pel que fa a l'estructura i disposició general, a la veïna del passeig del Firal núm. 15 (veure la fitxa corresponent a Can Sià, Amer).